# Галашевы
Галашевы — деревня в Котельничском районе Кировской области в составе Юбилейного сельского поселения.

## География
Располагается на расстоянии примерно 21 км по прямой на север от райцентра города Котельнич.

## История
Известна с 1678 года как Новоросчистной починок на Хмелевом раменье с 4 дворами, в 1764 36 жителей. В 1873 году здесь (починок Росчистной или Галашевы) отмечено дворов 10 и жителей 130, в 1905 19 и 174, в 1926 (деревня Галашевы) 21 и 138, в 1950 25 и 92, в 1989 оставалось 49 человек.

## Население
Постоянное население  составляло 3 человека (русские 100%) в 2002 году, 1 в 2010.